# Kuffner (Familie)

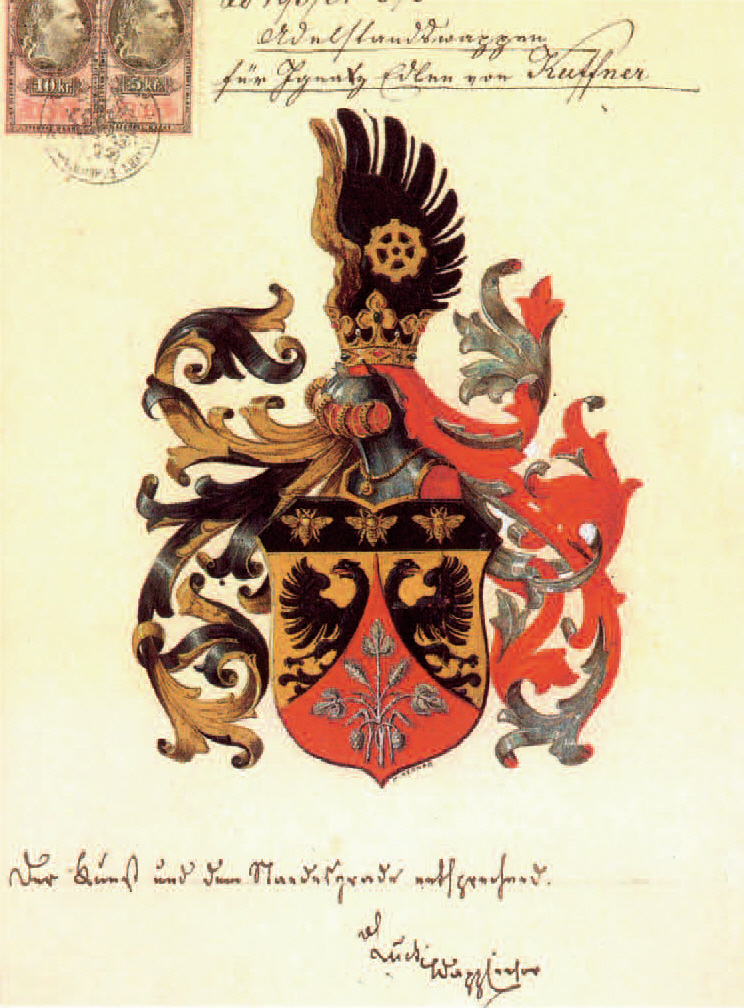
Wappen der Edlen von Kuffner

Familie Kuffner stammte aus Lundenburg (tschechisch Břeclav) in Mähren (heute ein Teil von Tschechien), an der von Wien ausgehenden Kaiser Ferdinands-Nordbahn gelegen. Kuffner-Unternehmen wurden durch die Herstellung von Branntwein und anderen Spirituosen über mehrere Generationen hinweg in Österreich bekannt.
Die Ottakringer Brauerei, die im Jahr 1850 von Ignaz und Jakob Kuffner übernommen und zu einer Großbrauerei ausgebaut wurde, befindet sich heute wie einst in Wien, in Ottakring, seit 1892 der 16. Wiener Gemeindebezirk. Seit längerem ist Ottakringer die einzige Großbrauerei im Stadtgebiet. Die Kuffner-Sternwarte im gleichen Bezirk ist ebenfalls bis heute in Betrieb. Nach dem 1938 erfolgten „Anschluss“ Österreichs an das nationalsozialistische Deutsche Reich war die Tätigkeit von Familienmitgliedern in Österreich beendet.

## Geschichte
Nach den Dokumenten gehen die Wurzeln der angesehenen jüdischen Familie aus Lundenburg bis ins 17. Jahrhundert und noch weiter zurück. Ein gewisser Löbl († 1730/1731), Sohn des Samuel, wird als Pächter eines Branntweinhauses genannt. Dessen Sohn Koppel († 1775 in Lundenburg) führte es nach ihm mit seiner Frau Rachel († 1803) weiter. Aus der Ehe mit Rachel stammten die beiden Söhne Wolf und Löbl. Die Söhne, Enkel und Urenkel dieser beiden Brüder spielten in der Wirtschaftsgeschichte Österreichs eine herausragende Rolle.
Bis zur Zeit Wolfs und Löbls trugen die jüdischen Untertanen nur einen Vornamen, dem der Vorname des Vaters und im Bedarfsfall der Heimatort nachgesetzt wurde. Nach einem Dekret von Kaiser Joseph II. als Landesherr von Österreich von 1787 sollten aus Einheitsgründen alle eingebürgerten Juden nur noch deutsche Vornamen und einen eindeutigen Familiennamen tragen. Für die Familie schrieb man den Namen Koppel in Kuffner um. So wurde in den Matrikeln zu Beginn des Jahrs 1788 aus Wolf Koppel (Wolf, Sohn des Koppel) Wolf Kuffner sowie beim Bruder Löbl Kuffner.
Wolf Kuffner († 1826) übernahm das gepachtete Branntweinhaus, betätigte sich zusätzlich im Wollhandel, kam zu Wohlstand und erwarb 1805, mitten in den Kriegen Napoléons mit Österreich, das landesfürstliche Branntweinhaus Lundenburg. Außerdem machte er sich als Wohltäter einen Namen. Sein Bruder Löbl betrieb währenddessen im Familienhaus eine Gemischtwarenhandlung und wurde später bedeutender Armeelieferant.
Von den drei Söhnen Wolf Kuffners, die das Erwachsenenalter erreichten, Karl, David und Simon, betrieb Karl Kuffner (1788–1835) zunächst eine Manufaktur und ein Kolonialwarengeschäft und übernahm nach dem Tod des Vaters 1826 als ältester die Leitung der Brennerei. 1832 pachteten alle drei Brüder die bisher landesfürstliche Brauerei in Lundenburg, – der Einstieg der Familie Kuffner in das später bedeutende Brauereigewerbe, da es ihnen nun erlaubt war, aus den Erzeugnissen des Gewerbes eigenen Profit zu erwirtschaften (siehe Pachtgebiet).
Karl Kuffner verstarb mit 47 Jahren an Typhus, sodass sein Bruder David Kuffner (1796–1871), der sich bisher im Getreide- und Rohproduktehandel betätigt hatte, Brennerei und Brauerei übernahm.
Simon Kuffner (1798–1869), der dritte und jüngste Bruder, kam im Wollhandel zu Wohlstand und setzte sich früh zur Ruhe. Er heiratete und hatte drei Söhne, die Junggesellen blieben, und eine Tochter, die spätere erste Ehefrau seines Neffen.
Sein Sohn Adolf († 1903) gründete 1899 in Hernals, seit 1892 der 17. Wiener Gemeindebezirk, die Brauerei Kuffner und Redlich, die später von seinen Neffen Wilhelm Kuffner und Ludwig Edler von Kuffner fortgeführt wurde.
David Kuffner führte in seinem eigenen Betrieb die gerade erfundenen Dampf-Brennapparate ein, erhielt das Propinationsrecht, das ihm ein Monopol auf die produzierten Spirituosen zusicherte, und errichtete eine nach dem damals neuesten Stand der Technik rauch- und geruchsfrei arbeitende Mälzerei, die in der Folge hohen Gewinn abwarf. Er beschäftigte sich außerdem mit Landwirtschaft und richtete einen der größten und ertragreichsten landwirtschaftlichen Betriebe der Donaumonarchie ein, wurde Bürgermeister von Lundenburg und half 1868 der dortigen israelitischen Gemeinde, den lange geplanten Umbau der Synagoge zu verwirklichen.
Die Söhne Davids, Jakob und Hermann, sowie sein Neffe Ignaz (der Sohn des verstorbenen Bruders Karl) stiegen in das Unternehmen ein. Jakob (1817–1891) und Ignaz Kuffner (1822–1882) gaben 1849 die Pacht des Lundenburger Brauhauses auf, verließen 1850 Lundenburg und übernahmen in Ottakring, damals ein Vorort im Westen Wiens, die von Heinrich Plank 1837 gegründete Ottakringer Brauerei. Die Kuffner bauten die Brauerei zu einer der leistungsstärksten der österreichisch-ungarischen Monarchie aus.
Ignaz wurde bald Bürgermeister und Ehrenbürger von Ottakring, gründete mehrere humanitäre Anstalten. 1878 wurde er von Kaiser Franz Joseph I. mit dem Ehrenwort „Edler von“ in den österreichischen Adelsstand erhoben. Ignaz von Kuffner heiratete, nach einer Scheidung von seiner Cousine Fanny Kuffner, Rosalie Spitzer. Ihr gemeinsamer Sohn Moriz von Kuffner (* 30. Jänner 1854 in Ottakring; † 5. März 1939 in Zürich) gründete die heute noch bestehende Kuffner-Sternwarte in Wien.
Die Familie besaß bis zum Jahr 1938 umfangreichen Hausbesitz in Wien und eine große Kunstsammlung.
Jakobs erster Sohn Wilhelm (* 4. April 1846 in Lundenburg; † 1923 in Wien) heiratete die Tochter von David Ritter von Kuhner und Hermine Back, Camilla von Kuhner (* 28. April 1857 in Wien; † 21. März 1954 in Beaulieu). Das Paar hatte vier Kinder, darunter einen Sohn, Erwin, der nur 23 Jahre alt wurde. Wilhelm nahm das Brauereiwerk seines Onkels Simon Kuffner in Hernals auf, starb aber bald darauf an den Folgen einer Nierenentzündung. 1938 mussten seine Witwe Camilla mit den Töchtern Marianne und Hedwig vor der Judenverfolgung nach Frankreich fliehen. Hedwig und Marianne gerieten dabei in Gefangenschaft und kamen im Zuge der Judenvernichtung um. Frieda und ihr Mann Herbert von Klemperer sind nach England ausgewandert, wo Frieda im 1945 gestorben ist.
Der zweite Sohn Jacobs, Karl Kuffner (* 28. Juli 1847 in Lundenburg; † 12. Dezember 1924 in Wien), zog nach Ungarn und wurde Großgrundbesitzer und Großindustrieller in der Landwirtschaft. Er betrieb unter anderem eine Zuckerfabrik in Diószeg im Komitat Pressburg, an der Bahnlinie Wien–Budapest gelegen (heute in der Slowakei), und förderte Marie Lang, eine Leitfigur der Wiener Frauenbewegung um die Jahrhundertwende. Karl wurde von Franz Joseph I. als ungarischem König am 13. Mai 1896 mit dem Prädikat „de Diószegh“ in den Adelsstand erhoben. Im Dezember 1904 wurde dem nunmehrigen Karl Kuffner de Diószegh durch Franz Joseph I. die ungarische Baronie (vgl. Freiherr) verliehen; im selben Jahr heiratete er Maria Gräfin und Herrin von und zu Firmian.
Ihr gemeinsamer Sohn Raoul Baron Kuffner de Diószegh (* 1886 in Wien; † 1961 ebenda) wurde ebenfalls ungarischer Industrieller. Seine zweite Frau, Tamara de Lempicka (* 1898 in Warschau oder Moskau als Tamara Gorska; † 18. März 1980 in Cuernavaca, Mexiko), war eine polnische Malerin des Art déco.
Hermann Kuffner (* 16. Juli 1822 in Lundenburg; † 30. September 1905 ebenda) blieb im Gegensatz zu seinen Vettern in Lundenburg, um sich zusammen mit seinem Vater um den Brennereibetrieb zu kümmern. Er nahm bald das Amt des Bürgermeisters der Stadt Lundenburg an und wurde Ehrenbürger der mährischen Gemeinden Lundenburg, Altenmarkt (Stará Břeclav, heute Teil Lundenburgs) und Kostitz. 1904 wurde er von Kaiser Franz Joseph I. mit dem Ehrenwort „Edler von“ in den österreichischen Adelsstand erhoben und nannte sich nun  Hermann Hirsch von Kuffner.

## Ehrungen
Vor 1870 wurde im damaligen Wiener Vorort Ottakring (seit 1892: 16. Bezirk) die Kuffnergasse neben dem Gelände seiner Ottakringer Brauerei nach Ignaz Kuffner benannt.
Drei Mitglieder der Familie wurden von Franz Joseph I. in den erblichen Adelsstand erhoben:
- 1878: Ignaz Kuffner, Ritter des Franz-Joseph-Ordens, Bürgermeister und Ehrenbürger (seit 1873) von Ottakring; österreichischer Adel mit „Edler von“ laut Allerhöchstem Handschreiben vom 11. April 1878, Diplom vom 6. Mai 1878, in Anerkennung seines Wirkens im Brauwesen sowie aufgrund seiner humanen Verdienste.
- 1900: Hermann (Hirsch) Kuffner, Ritter des Franz-Joseph-Ordens, Präsident der Oeconomie-Zucker- und Spiritusfabriks AG, Ehrenbürger von Lundenburg, Altenmarkt und Kostitz; österreichischer Adel mit „Edler von“ laut Allerhöchstem Handschreiben vom 3. August 1900, Diplom vom 11. Oktober 1900.
- 1904: Karl Kuffner, Großindustrieller, ungarischer Adel mit „de Diószegh“, Budapest 13. Mai 1896, ungarisches Baronat 7. Dezember 1904.

Aufgrund der Verdienste um die Wissenschaft wurde im Jahr 2006 der Asteroid mit der Nummer 12.568 nach Moriz von Kuffner, dem Begründer der Kuffner-Sternwarte, Kuffner benannt.

## Wappen
Das 1878 von Franz Joseph I. verliehene Wappen nimmt Bezug auf die Profession Kuffners, das Brauwesen, und wird folgendermaßen beschrieben:
In einem goldenen Schild eine rote eingebogene Spitze mit einem schwarzen Schildhaupt, darin drei Bienen nebeneinander, aus der Spitze bricht jederseits ein schwarzer, rot bezungter Adler hervor. In der Spitze ein dreiblättriger, zweimal befruchteter Hopfenzweig mit zwei zu den Blättern verschränkten silbernen Gerstenähren. Ein gekrönter Turnierhelm mit rechts schwarz-silbernen und links rot-silbernen Decken, als Helmzier ein geschlossener, vorne schwarzer mit einem goldenen Mühlrad belegter und hinten goldener Adlerflug. Die Devise lautet Honor dux sequor.

## Stammliste
1. Löbl Samuel († 1730/1731 in Lundenburg)
  1. Koppel Löbl († 1775 in Lundenburg) ⚭ Rachel († 1803); drei Töchter und zwei Söhne:
    1. Wolf Kuffner († 1826 in Lundenburg) ⚭ Ernestine Saphir (* 1768 in Lovasberenyi, Ungarn; † 1836 in Lundenburg); vier Töchter (Charlotte, Marie, Sali, Rachel) und drei Söhne:[2][3]
      1. Karl Kuffner (* 17. Mai 1788 in Lundenburg; † 4. Dezember 1835 in Lundenburg) ⚭ Theresia Seegen (* 1774 oder 1781 in Polna, Böhmen; † 1870 in Ottakring)[2]
        1. Ignaz von Kuffner (* 22. April 1822 in Lundenburg; † 23. März 1882 in Ottakring)
 1⚭ Fanny Kuffner (* 4. März 1830 in Lundenburg; † 21. Juli 1851 in Wien); Tochter des Simon und der Josefine Kuffner
 2⚭ Rosalie Spitzer (* ca. 1826 in Stampfen bei Preßburg, damals Ungarn; † 21. Dezember 1899 in Wien)
          1. Moriz von Kuffner (* 1854 in Wien; † 1939 in Zürich)

      2. David Kuffner (* 3. Februar 1796 in Lundenburg; † 19. Januar 1871 in Lundenburg)
        1. Jakob oder Jacob Kuffner (* 20. März 1817 in Lundenburg; † 8. Mai 1891 in Wien)
          1. Wilhelm Kuffner (* 4. April 1846 in Lundenburg; † 1923 in Wien) ⚭ 1877 Camilla von Kuhner (* 28. April 1857 in Wien; † 21. März 1954 in Beaulieu)
            1. Erwin Kuffner (* 22. September 1878 in Wien; † 15. Oktober 1901 in Wien)
            2. Hedwig Lindenthal, geb. Kuffner (* 23. März 1880 in Wien; † Dezember 1943 in Auschwitz) ⚭ Otto Lindenthal († 1922)
            3. Frieda Klemperer von Klemenau, geb. Kuffner (* 11. Juni 1881 in Wien; † 19. März 1945 in England) ⚭ Herbert Klemperer von Klemenau (29. Juni 1878 in Dresden – 18. Mai 1951 in New York)[2]
            4. Marianne Kuffner (* 30. Juni 1888 in Wien; † 9. September 1942 in Auschwitz)

          2. Karl Kuffner de Diószegh (* 28. Juli 1847 in Lundenburg; † 12. Dezember 1924 in Wien) ⚭ Maria Gräfin und Herrin von und zu Firmian
            1. Raoul Baron Kuffner de Diószegh (Wien  1886–1961)
 1⚭ vorzeitig verstorben
 2⚭1933 Tamara de Lempicka (* 16. Mai 1898 in Warschau oder Moskau als Tamara Gorska; † 18. März 1980 in Cuernavaca, Mexiko).

          3. Franziska Schlesinger, geb. Kuffner (* 17. August 1851 in Ottakring; † 11. Juli 1932 in Wien) ⚭ Dr. Emil Schlesinger (* 10. Mai 1844 in Wien; † 31. Mai 1899 in Wien)
            1. Gertrud von Hofmannsthal, geb. Schlesinger (* 16. März 1880 in Wien; † 9. November 1959 in London) ⚭ Hugo von Hofmannsthal (* 1. Februar 1874 in Wien; † 15. Juli 1929 in Rodaun bei Wien)

        2. Hermann Hirsch von Kuffner (* 16. Juli 1822 in Lundenburg; † 30. September 1905 in Lundenburg)

      3. Simon Kuffner (* 8. Februar 1798 in Lundenburg; † 15. September 1869 in Wien) ⚭ Josephine Kuffner (* 4. August 1801 in Lundenburg; † 27. Mai 1870 in Holitsch)
        1. Gottlieb Kuffner (* 1834; † 1887)[4]
        2. Adolf Kuffner (* vor 1899; † 1903)[4]

    2. Löbl Kuffner

Weiterer Familienzweig
Zu einem anderen Zweig der Familie Kuffner gehören die Bierbrauer
- Gottlieb Kuffner (1834–1887)[4] und
- Ludwig Edler von Kuffner (* 1852)[4][2]